# Kali (spel)
Kali är sanskrit för den tärning eller den tärningssida, som var betecknad med ett öga och utgjorde det sämsta kastet. Begreppet användes även personifierat om speldemonen, som tänktes bo i trädet Kali som tärningen ofta var tillverkad av.